# Трифко Грабеж
Трифун Трифко Грабеж (Пале, 28. јун 1895 — Терезијенштат, 21. август 1916) био је припадник Младе Босне и учесник у атентату на аустријског надвојводу Франца Фердинанда.

## Биографија
Рођен је 28. јуна 1895. године на Палама где је његов отац Ђорђе службовао као први свештеник цркве Успења Пресвете Богородице.
Гимназију је похађао у Сарајеву и Тузли. Из школе је био избачен и кажњен са 14 дана затвора због антирежимског дјеловања. Преселио се у Београд и ту је завршио V, VI и VII разред гимназије. Већ као ђак у Тузли постао је члан Младе Босне, тајне омладинске организације која је настала и дјеловала у оквиру национално-ослободилачког антиаустроугарског покрета.
Прихвативши понуду да учествује у атентату на аустроугарског престолонасљедника Фрању Фердинанда, Грабеж је са Гаврилом Принципом и Недељком Чабриновићем 4. јуна 1914. дошао из Србије у Сарајево. Наоружан бомбом и револвером, чекао је 28. јун 1914. Фердинанда код Вијећнице, али му се није пружила прилика да изврши атентат.
Ухваћен је у бјекству и осуђен на 20 година тешке робије. Умро је од туберкулозе у току издржавања казне. Посмртни остаци Грабежа и других атентатора пренијети су у Сарајево и сахрањени у заједничкој гробници 7. јула 1920. године. Касније је поново сахрањен испред Капеле видовданских хероја у Сарајеву.